# Antonio Fassina
Antonio Fassina, dit Tony (né le 26 juillet 1945 à Valdobbiadene) est un ancien pilote de rallye italien.

## Biographie
Antonio Fassina débute en compétition en 1970, et court en championnat d'Europe des rallyes en 1982 sur Opel Ascona, 1983 sur Ferrari 308 GTB, et 1984 sur Lancia Rally 037.
Ses copilotes étaient alors Rudy Dal Pozzo (1982), Emilio Radaelli (1983), et Max Sghedoni (1984).
En 1982, il fonde l'entreprise Gruppo Fassina S.p.A. à Milan, qu'il dirige encore actuellement.
Il a pour fils Alex Fassina, pilote de rallyes tout comme lui, né en 1966.

## Palmarès
- Champion d'Europe des rallyes, en 1982 sur Opel Ascona 400, avec Rudy Dal Pozzo;
- Triple Champion d'Italie des rallyes, en 1976 (Lancia Stratos HF), 1979 ( Lancia Stratos HF) et 1981 (Opel Ascona 400).

## 1 victoire en championnat du monde WRC
- 21e Rallye Sanremo en 1979, sur Lancia Stratos HF (copilote Mauro Mannini; Fassina termine ce rallye en fait à 4 reprises dans les 5 premiers, entre 1976 et 1981, dont 3 podiums).

### 8 victoires en championnat d'Europe ERC
- 12e Rallye dell'Isola d'Elba en 1979, sur Lancia Stratos HF;
- 20e Rallye de Madère en 1979, sur Lancia Stratos HF;
- 9e Rallye San Marino en 1981, sur Opel Ascona 400;
- 30e Rallye Costa Brava en 1982, sur Opel Ascona 400;
- 3e Rallye CS (Pays Basque) en 1982, sur Opel Ascona 400;
- 23e Rallye de Madère en 1982, sur Opel Ascona 400;
- 11e Rallye de Chypre en 1982, sur Opel Ascona 400;
- 68e Targa Florio en 1984, sur Lancia Rally 037;

### Quelques victoires en championnat d'Italie
- Rallye de San Marino: 1979 et 1981;
- Rallye dell'Isola d'Elba: 1979;
- Rallye de Piancavallo: 1981;
- Targa Florio: 1984;

### Autres victoires
- Rallye delle Valli Piacentine: 1976 et 1979.